# Banganga
Banganga (Nepali वाणगंगा) ist eine Stadt (Munizipalität) im Distrikt Kapilbastu (Nepal).
Die Stadt entstand 2014 durch Zusammenlegung der Village Development Committees (VCDs) Banganga, Gajehada, Hathausa, Kopawa, Malwar, Motipur und Patna.
Banganga liegt 18 km nordöstlich der Distrikthauptstadt Kapilavastu am gleichnamigen Fluss im mittleren Terai.
Die Fernstraße Mahendra Rajmarg verläuft durch Banganga.
Das Stadtgebiet umfasst 233,6 km².

## Einwohner
Bei der Volkszählung 2011 hatten die VDCs, aus denen die Stadt Banganga entstand, 75.242 Einwohner (davon 34.933 männlich) in 15.965 Haushalten.